# Football League One 2019-2020
La EFL League One 2019-2020, conosciuta anche con il nome di Sky Bet League One per motivi di sponsorizzazione, è stato il 93º campionato inglese di calcio di terza divisione, nonché il 16º con la denominazione di League One. La stagione regolare ha avuto inizio il 3 agosto 2019 e si sarebbe dovuta concludere il 25 aprile 2020, ma, a causa dell'emergenza sanitaria provocata dalla pandemia di COVID-19, è stata sospesa il 13 marzo 2020 e definitivamente interrotta il 9 giugno 2020, quando i club della lega, hanno stabilito con una votazione, che la classifica finale sarebbe stata ricavata utilizzando la media fra i punti guadagnati e gli incontri giocati da ogni squadra. Mentre i play off, che sono stati disputati a porte chiuse, si sono svolti dal 3 al 13 luglio 2020. Ad aggiudicarsi il titolo è stato il Coventry City, al terzo successo nella competizione. Le altre due promozioni in Championship sono state invece conseguite dal Rotherham United (2º classificato) e dal Wycombe Wanderers (vincitore dei play off).
Il 27 agosto 2019, dopo il rinvio di quattro gare di campionato, il Bury è stato espulso dalla English Football League ed escluso dalla League One a causa di gravi problemi finanziari ed in conseguenza di ciò il campionato è proseguito con 23 partecipanti.
Capocannoniere del torneo è stato Ivan Toney (Peterborough United) con 24 reti.

## Stagione

### Novità
Al termine della stagione precedente sono saliti direttamente in Championship il neopromosso Luton Town ed il Barnsley, che sono arrivati rispettivamente 1° e 2° al termine della stagione regolare, mentre il Charlton Athletic, piazzatosi 3°, è riuscito a raggiungere la promozione attraverso i play-off. 
Il Plymouth Argyle (21°), il Walsall (22°), lo Scunthorpe United (23°) ed il Bradford City (24°) non sono riusciti, invece, a mantenere la categoria e sono retrocessi in League Two.
Queste sette squadre sono state rimpiazzate dalle tre retrocesse dalla Championship: Rotherham United, Bolton Wanderers ed Ipswich Town (che a 63 anni di distanza dal successo in Third Division South, torna nella terza serie inglese) e dalle quattro promosse provenienti dalla League Two: Lincoln City (ritornato in categoria dopo 21 anni), Bury, Milton Keynes Dons e Tranmere Rovers.

### Formula
Le prime due classificate, più la vincente dei play off tra le squadre giunte dal 3º al 6º posto, vengono promosse in Championship, mentre le ultime tre classificate (non più le ultime quattro, visto l'esclusione del Bury) retrocedono in League Two.

## Squadre partecipanti
| Squadra             | Città              | Stadio                             | Stagione precedente                       |
| ------------------- | ------------------ | ---------------------------------- | ----------------------------------------- |
| Accrington Stanley  | Accrington         | Crown Ground                       | 14º posto in EFL League One               |
| AFC Wimbledon       | Londra (Wimbledon) | Kingsmeadow (Kingston upon Thames) | 20º posto in EFL League One               |
| Blackpool           | Blackpool          | Bloomfield Road                    | 10º posto in EFL League One               |
| Bolton Wanderers    | Bolton             | University of Bolton Stadium       | 23º posto in EFL Championship, retrocesso |
| Bristol Rovers      | Bristol            | Memorial Stadium                   | 15º posto in EFL League One               |
| Burton Albion       | Burton upon Trent  | Pirelli Stadium                    | 9º posto in EFL League One                |
| Bury                | Bury               | Gigg Lane                          | 2º posto in EFL League Two, promosso      |
| Coventry City       | Coventry           | St.Andrew's (Birmingham)           | 8º posto in EFL League One                |
| Doncaster Rovers    | Doncaster          | Keepmoat Stadium                   | 6º posto in EFL League One                |
| Fleetwood Town      | Fleetwood          | Highbury Stadium                   | 11º posto in EFL League One               |
| Gillingham          | Gillingham         | Priestfield Stadium                | 13º posto in EFL League One               |
| Ipswich Town        | Ipswich            | Portman Road                       | 24º posto in EFL Championship, retrocesso |
| Lincoln City        | Lincoln            | Sincil Bank                        | 1º posto in EFL League Two, promosso      |
| Milton Keynes Dons  | Milton Keynes      | Stadium MK                         | 3º posto in EFL League Two, promosso      |
| Oxford Utd          | Oxford             | Kassam Stadium                     | 12º posto in EFL League One               |
| Peterborough United | Peterborough       | London Road                        | 7º posto in EFL League One                |
| Portsmouth          | Portsmouth         | Fratton Park                       | 4º posto in EFL League One                |
| Rochdale            | Rochdale           | Spotland Stadium                   | 16º posto in EFL League One               |
| Rotherham United    | Rotherham          | New York Stadium                   | 22º posto in EFL Championship, retrocesso |
| Shrewsbury Town     | Shrewsbury         | New Meadow                         | 18º posto in EFL League One               |
| Southend United     | Southend-on-Sea    | Roots Hall                         | 19º posto in EFL League One               |
| Sunderland          | Sunderland         | Stadium of Light                   | 5º posto in EFL League One                |
| Tranmere Rovers     | Birkenhead         | Prenton Park                       | 6º posto in EFL League Two, promosso      |
| Wycombe Wanderers   | High Wycombe       | Adams Park                         | 17º posto in EFL League One               |

## Allenatori e primatisti
| Squadra             | Manager                                                               | Calciatore più presente (tra parentesi il numero delle presenze) | Cannoniere (tra parentesi il numero dei gol) |
| ------------------- | --------------------------------------------------------------------- | ---------------------------------------------------------------- | -------------------------------------------- |
| Accrington Stanley  | John Coleman                                                          | Jordan Clark (34)                                                | Colby Bishop (10)                            |
| AFC Wimbledon       | Wally Downes (1ª-14ª) Glyn Hodges (15ª-35ª)                           | Joe Pigott (34)                                                  | Marcus Forss (11)                            |
| Blackpool           | Simon Grayson (1ª-29ª) David Dunn (30ª-33ª) Neil Critchley (34ª-35ª)  | Liam Feeney (35)                                                 | Armand Gnanduillet (15)                      |
| Bolton Wanderers    | Phil Parkinson (1ª-3ª) Terry McPhillips (4ª) Keith Hill (5ª-34ª)      | Remi Matthews (33)                                               | Daryl Murphy (8)                             |
| Bristol Rovers      | Graham Coughlan (1ª-19ª) Kevin Maher (20ª) Ben Garner (21ª-35ª)       | Tony Craig (34)                                                  | Jonson Clarke-Harris (13)                    |
| Burton Albion       | Nigel Clough                                                          | Lucas Akins (35)                                                 | Lucas Akins, Liam Boyce (8)                  |
| Coventry City       | Mark Robins                                                           | Marko Maroši (34)                                                | Matt Godden (14)                             |
| Doncaster Rovers    | Darren Moore                                                          | Brad Halliday (33)                                               | Kieran Sadlier (11)                          |
| Fleetwood Town      | Joey Barton                                                           | Danny Andrew, Paddy Madden (35)                                  | Paddy Madden (15)                            |
| Gillingham          | Steve Evans                                                           | Jack Bonham, Max Ehmer, Brandon Hanlan (35)                      | Alex Jakubiak (6)                            |
| Ipswich Town        | Paul Lambert                                                          | Kayden Jackson (32)                                              | Kayden Jackson, James Norwood (11)           |
| Lincoln City        | Danny Cowley (1ª-7ª) Jamie McCombe (8ª-9ª) Michael Appleton (10ª-35ª) | Neal Eardley, Josh Vickers (35)                                  | Tyler Walker (14)                            |
| Milton Keynes Dons  | Paul Tisdale (1ª-16ª) Russell Martin (17ª-35ª)                        | Lee Nicholls (35)                                                | Rhys Healey (11)                             |
| Oxford United       | Karl Robinson                                                         | Josh Ruffels (35)                                                | Matt Taylor (13)                             |
| Peterborough United | Darren Ferguson                                                       | Christy Pym (35)                                                 | Ivan Toney (24)                              |
| Portsmouth          | Kenny Jackett                                                         | Ronan Curtis, John Marquis, Tom Naylor (33)                      | Ronan Curtis (11)                            |
| Rochdale            | Brian Barry-Murphy                                                    | Ian Henderson, Eoghan O'Connell (31)                             | Ian Henderson (15)                           |
| Rotherham United    | Paul Warne                                                            | Daniel Iversen, Michael Smith (34)                               | Freddie Ladapo (14)                          |
| Shrewsbury Town     | Sam Ricketts                                                          | Josh Laurent (31)                                                | Jason Cummings, Callum Lang, Daniel Udoh (4) |
| Southend United     | Kevin Bond (1ª-6ª) Gary Waddock (7ª-14ª) Sol Campbell (15ª-35ª)       | Elvis Bwomono (34)                                               | Stepehen Humphrys, Charlie Kelman (5)        |
| Sunderland          | Jack Ross (1ª-11ª) Phil Parkinson (12ª-36ª)                           | Chris Maguire, Luke O'Nien, Jordan Willis (35)                   | Lynden Gooch (11)                            |
| Tranmere Rovers     | Micky Mellon                                                          | Kieron Morris (33)                                               | Morgan Ferrier (5)                           |
| Wycombe Wanderers   | Gareth Ainsworth                                                      | Anthony Stewart (34)                                             | Adebayo Akinfenwa (10)                       |

## Classifica finale
Nota: a seguito della conclusione anticipata del torneo, la classifica tiene conto della media punti per partite disputate.
|  | Pos. | Squadra            | MP   | Pt  | G  | V  | N  | P  | GF | GS | DR  |
|  | ---- | ------------------ | ---- | --- | -- | -- | -- | -- | -- | -- | --- |
|  | 1.   | Coventry City      | 1,97 | 67  | 34 | 18 | 13 | 3  | 48 | 30 | +18 |
|  | 2.   | Rotherham Utd      | 1,77 | 62  | 35 | 18 | 8  | 9  | 61 | 38 | +23 |
|  | 3.   | Wycombe            | 1,74 | 59  | 34 | 17 | 8  | 9  | 45 | 40 | +5  |
|  | 4.   | Oxford Utd         | 1,71 | 60  | 35 | 17 | 9  | 9  | 61 | 37 | +24 |
|  | 5.   | Portsmouth         | 1,71 | 60  | 35 | 17 | 9  | 9  | 53 | 36 | +17 |
|  | 6.   | Fleetwood Town     | 1,71 | 60  | 35 | 16 | 12 | 7  | 51 | 38 | +13 |
|  | 7.   | Peterborough Utd   | 1,69 | 59  | 35 | 17 | 8  | 10 | 68 | 40 | +28 |
|  | 8.   | Sunderland         | 1,64 | 59  | 36 | 16 | 11 | 9  | 48 | 32 | +16 |
|  | 9.   | Doncaster          | 1,59 | 54  | 34 | 15 | 9  | 10 | 51 | 33 | +18 |
|  | 10.  | Gillingham         | 1,46 | 51  | 35 | 12 | 15 | 8  | 42 | 34 | +8  |
|  | 11.  | Ipswich Town       | 1,44 | 52  | 36 | 14 | 10 | 12 | 46 | 36 | +10 |
|  | 12.  | Burton Albion      | 1,37 | 48  | 35 | 12 | 12 | 11 | 50 | 50 | 0   |
|  | 13.  | Blackpool          | 1,29 | 45  | 35 | 11 | 12 | 12 | 44 | 43 | +1  |
|  | 14.  | Bristol Rovers     | 1,29 | 45  | 35 | 12 | 9  | 14 | 38 | 49 | -11 |
|  | 15.  | Shrewsbury Town    | 1,21 | 41  | 34 | 10 | 11 | 13 | 31 | 42 | -11 |
|  | 16.  | Lincoln City       | 1,20 | 42  | 35 | 12 | 6  | 17 | 44 | 46 | -2  |
|  | 17.  | Accrington Stanley | 1,14 | 40  | 35 | 10 | 10 | 15 | 47 | 53 | -6  |
|  | 18.  | Rochdale           | 1,06 | 36  | 34 | 10 | 6  | 18 | 39 | 57 | -18 |
|  | 19.  | MK Dons            | 1,06 | 37  | 35 | 10 | 7  | 18 | 36 | 47 | -11 |
|  | 20.  | AFC Wimbledon      | 1,00 | 35  | 35 | 8  | 11 | 16 | 39 | 52 | -13 |
|  | 21.  | Tranmere           | 0,94 | 32  | 34 | 8  | 8  | 18 | 36 | 60 | -24 |
|  | 22.  | Southend Utd       | 0,54 | 19  | 35 | 4  | 7  | 24 | 39 | 85 | -46 |
|  | 23.  | Bolton (-12)       | 0,41 | 14  | 34 | 5  | 11 | 18 | 27 | 66 | -39 |
|  | 24.  | Bury (-12)         | −    | -12 | 0  | 0  | 0  | 0  | 0  | 0  | 0   |

Legenda:
      Promosso in EFL Championship 2020-2021.
  Partecipa ai play-off.
      Retrocesso in EFL League Two 2020-2021.
      Escluso a campionato in corso.
Regolamento:
Tre punti a vittoria, uno a pareggio, zero a sconfitta.
In caso di arrivo di due o più squadre a pari punti, la graduatoria verrà stilata secondo i seguenti criteri:
- differenza reti
- maggior numero di gol segnati
- classifica avulsa
- maggior numero di vittorie
- maggior numero di gol segnati in trasferta
- fair play
- spareggio

Note:

Il Bolton Wanderers, sottoposto ad amministrazione finanziaria, è stato sanzionato con 12 punti di penalizzazione.
Il Bury è stato sanzionato con 12 punti di penalizzazione, senza mai scendere in campo, prima di essere escluso per inadempienze finanziarie il 27 agosto 2019.

## Spareggi

### Play-off

#### Tabellone
|  | Semifinali | Semifinali           | Semifinali | Semifinali | Semifinali |  |  | Finale | Finale     | Finale |  |
|  |            |                      |            |            |            |  |  |        |            |        |  |
|  | 6          | Fleetwood Town       | 1          | 2          | 3          |  |  |        |            |        |  |
|  | 3          | Wycombe              | 4          | 2          | 6          |  |  | 3      | Wycombe    | 2      |  |
|  | 5          | Portsmouth           | 1          | 1          | 2          |  |  | 4      | Oxford Utd | 1      |  |
|  | 4          | Oxford Utd (4-5 dcr) | 1          | 1          | 2          |  |  |        |            |        |  |

#### Semifinali
|                   | Risultati     |                   | Luogo e data                |
| ----------------- | ------------- | ----------------- | --------------------------- |
| Portsmouth        | 1-1           | Oxford United     | Portsmouth, 3 luglio 2020   |
| Oxford United     | 1-1 (5-4 dcr) | Portsmouth        | Oxford, 6 luglio 2020       |
|                   |               |                   |                             |
| Fleetwood Town    | 1-4           | Wycombe Wanderers | Fleetwood, 3 luglio 2020    |
| Wycombe Wanderers | 2-2           | Fleetwood Town    | High Wycombe, 6 luglio 2020 |
|                   |               |                   |                             |

#### Finale
|                   | Risultato |               | Luogo e data                     |
| ----------------- | --------- | ------------- | -------------------------------- |
| Wycombe Wanderers | 2-1       | Oxford United | Londra (Wembley), 13 luglio 2020 |
|                   |           |               |                                  |

## Statistiche

### Squadre

#### Primati stagionali
Squadre
- Maggior numero di vittorie: Coventry City e Rotherham United (18)
- Minor numero di vittorie: Southend United (4)
- Maggior numero di pareggi Gillingham (15)
- Minor numero di pareggi: Lincoln City e Rochdale (6)
- Maggior numero di sconfitte: Southend United (24)
- Minor numero di sconfitte: Coventry City (3)
- Miglior attacco: Peterborough United (68 gol fatti)
- Peggior attacco: Bolton Wanderers (27 gol fatti)
- Miglior difesa: Coventry City (30 gol subiti)
- Peggior difesa: Rochdale (85 gol subiti)
- Maggior numero di clean sheet: Coventry City, Oxford United e Peterborough United (24)
- Minor numero di clean sheet: Southend United (11)
- Miglior differenza reti: Peterborough United (+28)
- Peggior differenza reti: Southend United (-46)
- Maggior numero di vittorie consecutive: Peterborough United (6)
- Maggior numero di sconfitte consecutive: Southend United (6)
- Miglior sequenza di risultati utili: Gillingham (15 gare)
- Peggior sequenza di risultati negativi: Southend United (12 gare)

Partite
- Partita con più reti: Accrington Stanley-Bolton Wanderers 7-1, Southend United-Doncaster Rovers 1-7 e Lincoln City-Ipswich Town 5-3 (8)
- Partita con maggiore scarto di gol: Peterborough United-Rochdale 6-0, Accrington Stanley-Bolton Wanderers 7-1, Lincoln City-Oxford United 0-6 e Southend United-Doncaster Rovers 1-7 (6)

### Individuali

#### Classifica marcatori
| Gol | Rigori |  | Giocatore            | Squadra          |
| --- | ------ |  | -------------------- | ---------------- |
| 24  | 2      |  | Ivan Toney           | Peterborough Utd |
| 15  | 4      |  | Armand Gnanduillet   | Blackpool        |
| 15  | 2      |  | Ian Henderson        | Rochdale         |
| 15  |        |  | Paddy Madden         | Fleetwood Town   |
| 14  | 1      |  | Mohamed Eisa         | Peterborough Utd |
| 14  | 3      |  | Matt Goden           | Coventry City    |
| 14  | 1      |  | Freddie Ladapo       | Rotherham Utd    |
| 14  | 2      |  | Tyler Walker         | Lincoln City     |
| 13  | 4      |  | Jonson Clarke-Harris | Bristol Rovers   |
| 13  |        |  | Matt Taylor          | Oxford United    |